# Santa Engracia del Jubera
Santa Engracia del Jubera ist ein Dorf und eine Gemeinde (municipio) mit 192 Einwohnern (Stand: 2024) im Nordosten der spanischen Autonomen Region La Rioja. Neben dem Hauptort Santa Engracia del Jubera besteht die Gemeinde aus den Ortschaften Jubera, San Bartolomé, San Martín, Santa Cecilia und Santa Marina sowie den Wüstungen Bucesta, El Collado und Reinares.

## Lage und Klima
Santa Engracia del Jubera liegt etwa 22 km (Fahrtstrecke) südsüdöstlich der Provinzhauptstadt Logroño in einer Höhe von ca. 655 m. Das Klima ist gemäßigt bis warm; Regen (ca. 683 mm/Jahr) fällt überwiegend im Winterhalbjahr.

## Bevölkerungsentwicklung
| Jahr      | 1970 | 1981 | 1991 | 2001 | 2011 | 2021 |
| Einwohner | 385  | 230  | 193  | 208  | 189  | 174  |

## Wirtschaft
In früheren Jahrhunderten lebten viele Einwohner des Ortes weitgehend als Selbstversorger direkt oder indirekt (als Handwerker und Gewerbetreibende) von der in der Umgebung betriebenen Landwirtschaft. 

## Sehenswürdigkeiten

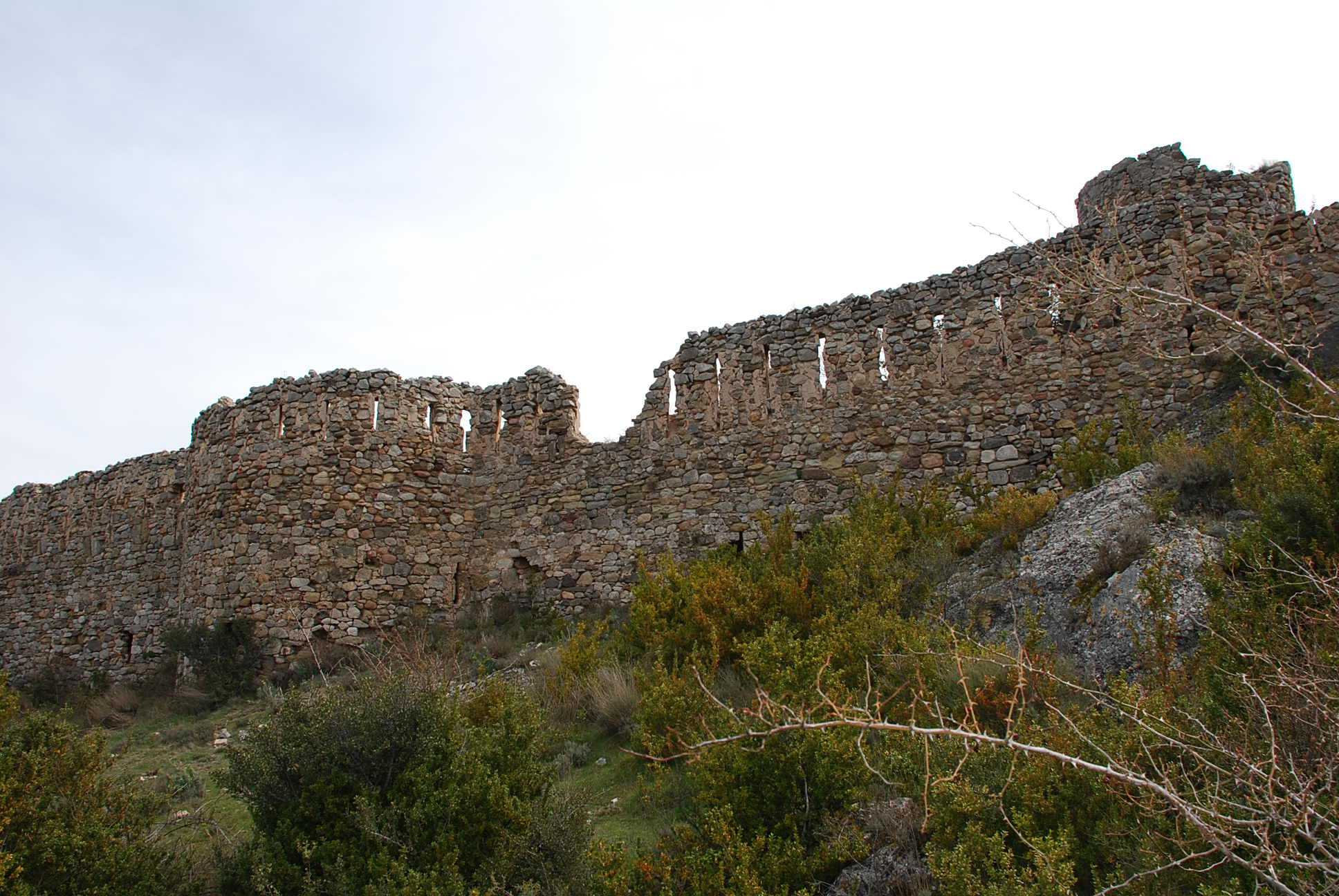
Burgruine von Jubera
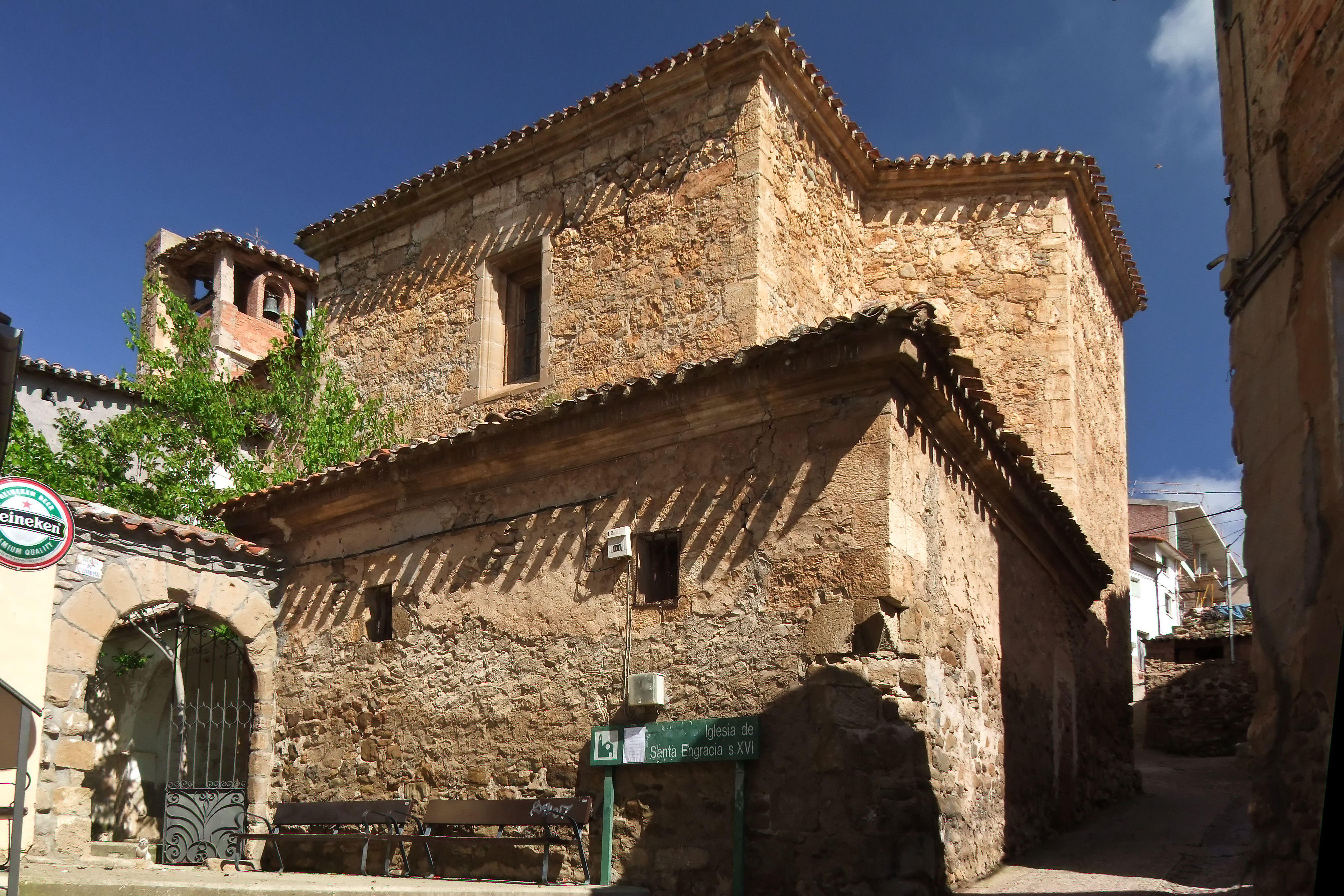
Engrazienkirche
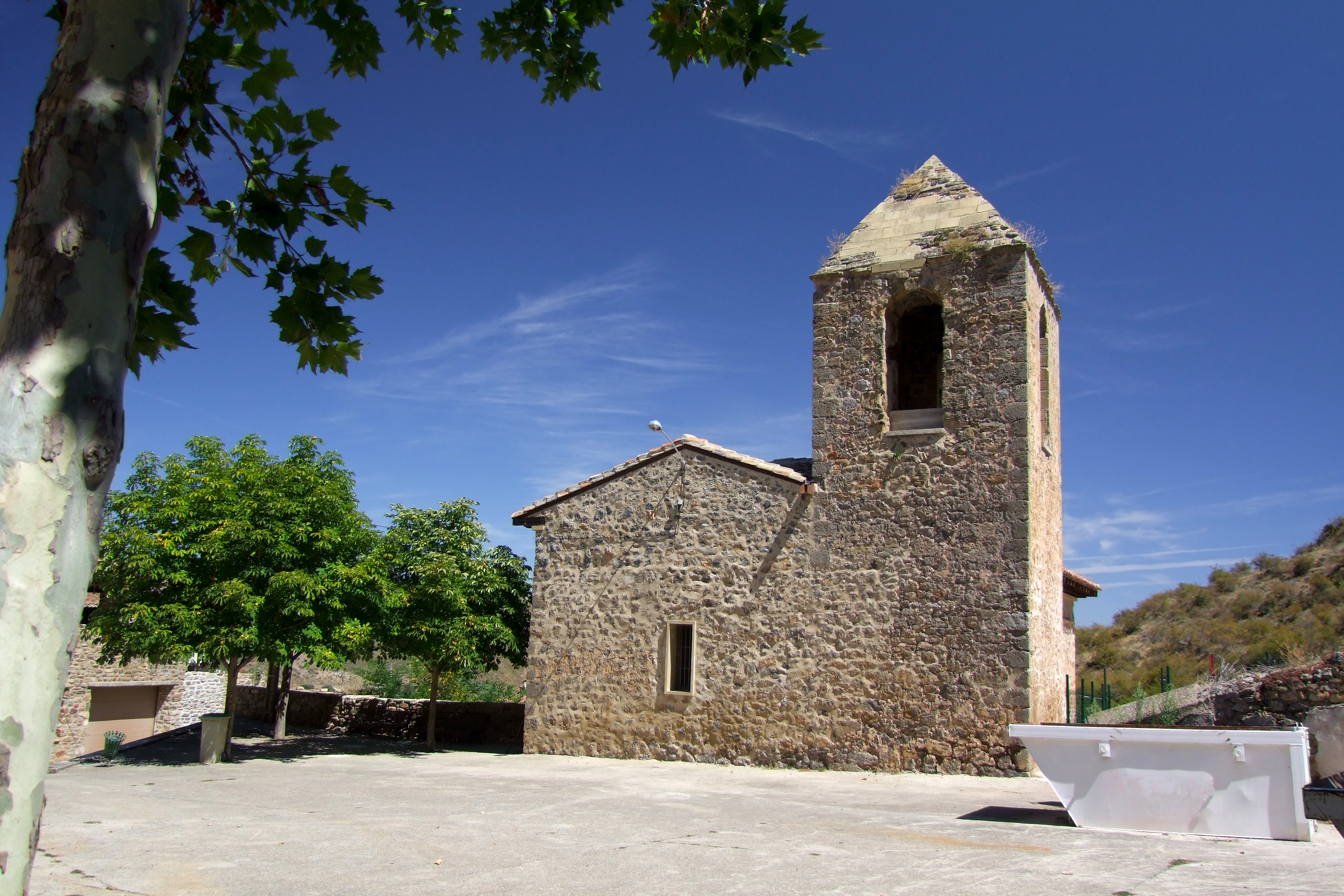
Bartholomäuskirche
- Thomaskirche
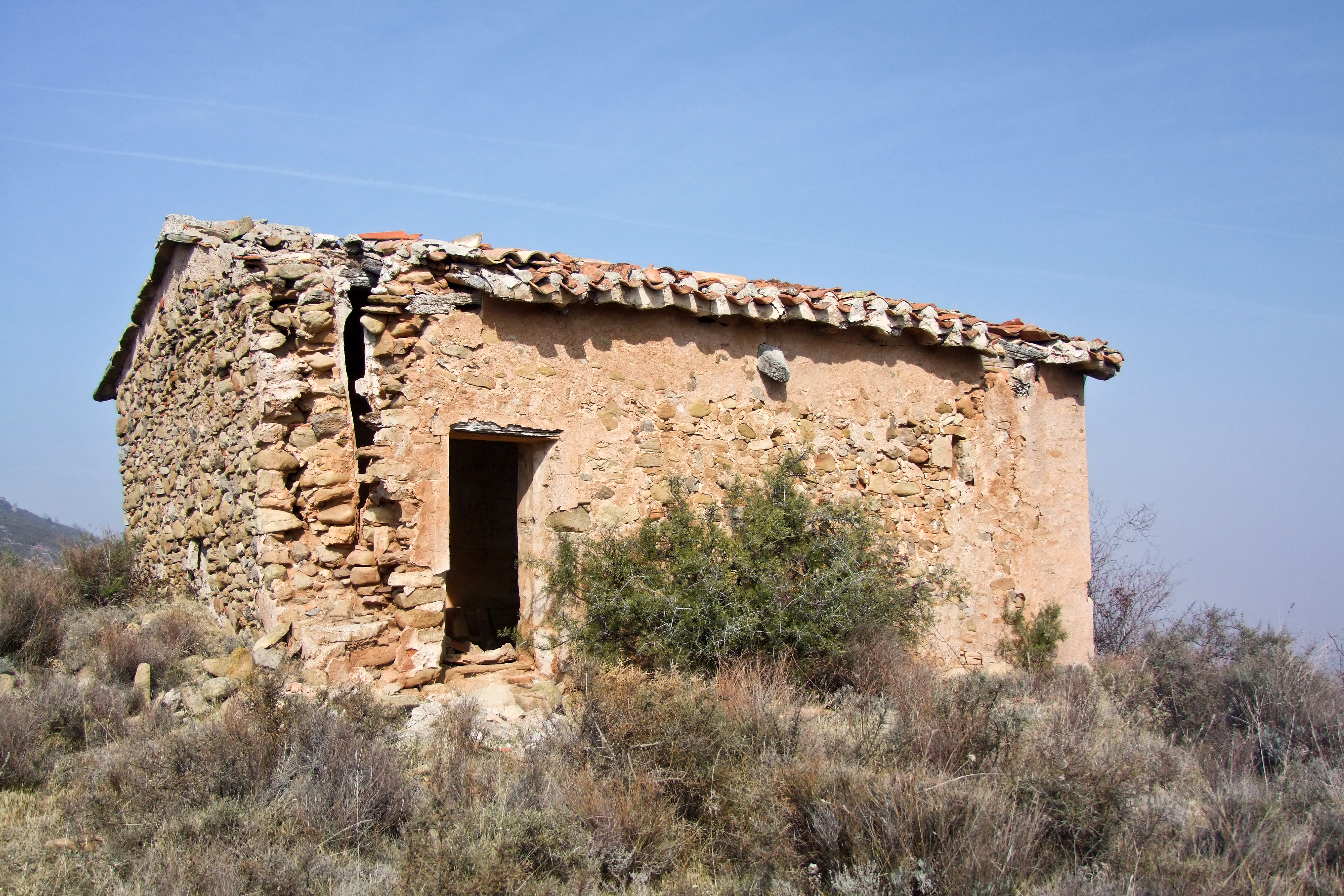
Christopheruskapelle
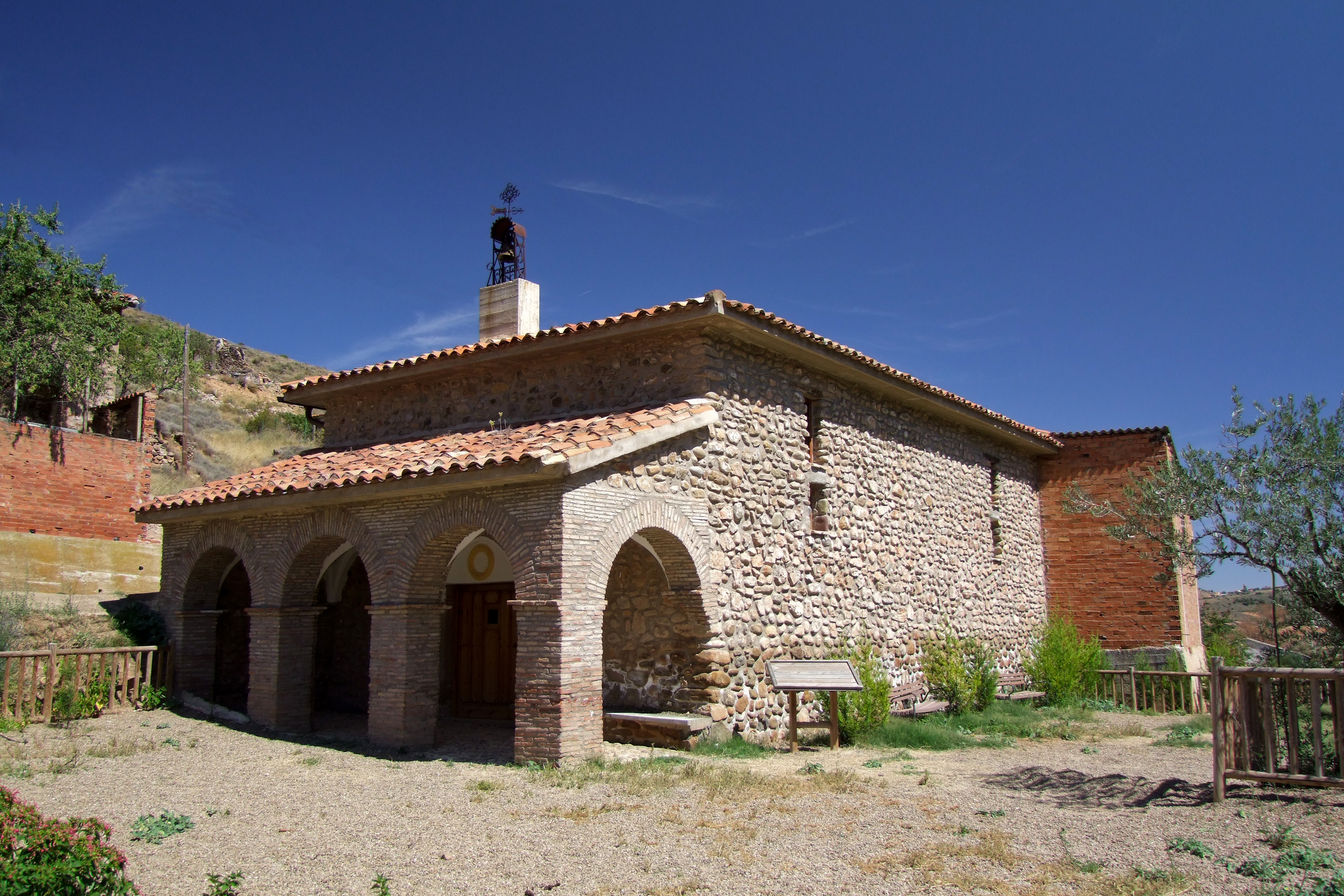
Johannes-der-Täufer-Kapelle

- Burgruine von Jubera
- Engrazienkirche
- Bartholomäuskirche
- Christopheruskapelle
- Johannes-der-Täufer-Kapelle